# Браунер, Винсент
Винсент Браунер (пол. Wincenty Brauner; 21 сентября 1887, Хшанув — 1944, Освенцим) — польский художник, график и сценограф еврейского происхождения. Представитель экспрессионизма.

## Биография
Ицхок (впоследствии Венсент) Браунер родился 21 сентября 1887 в Хшануве в еврейской семье. Обучался в академии искусств (Hochschule für die bildende Künste) в Берлине и консерватории Штерна.
Был членом лодзинской группы деятелей авангардной еврейской литературы и искусства Юнг-Йидиш, созданной в 1918 году М. Бродерзоном.
Творил под влиянием постимпрессионистов, Марка Шагала и Янкеля Адлера. Черпал темы и сюжеты из еврейских традиций.
В 1921 создал несколько сценографических работ для театров Лодзи. Был среди основателей Театра марионеток Chad Gadjon.
Во время Второй мировой войны находился и продолжал творческую работу в лодзинском гетто. Был дизайнером банкнот марки Лодзинского гетто, однако его проект не был утверждён из-за «провокационных» сюжетов.
В 1944 вывезен в концлагерь Освенцим, где погиб.
Ныне несколько работ художника находятся в коллекции Еврейского исторического института в Варшаве.

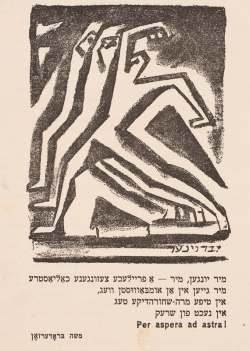
Per aspera ad astra
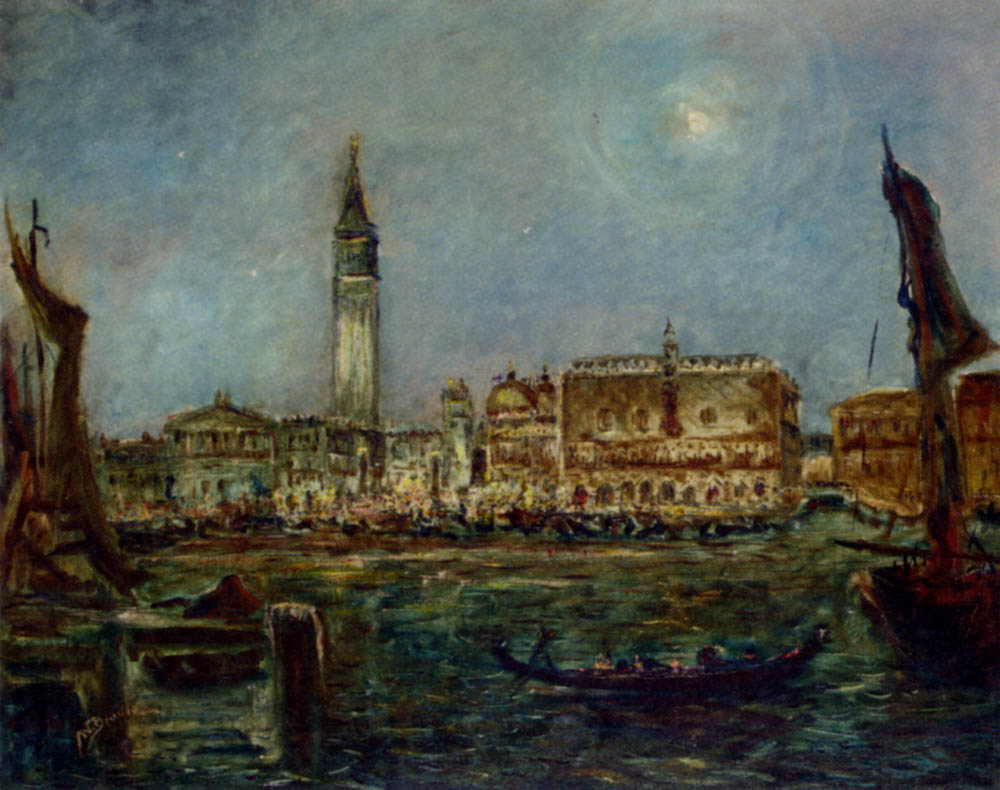
Залив Сан-Марко в Венеции
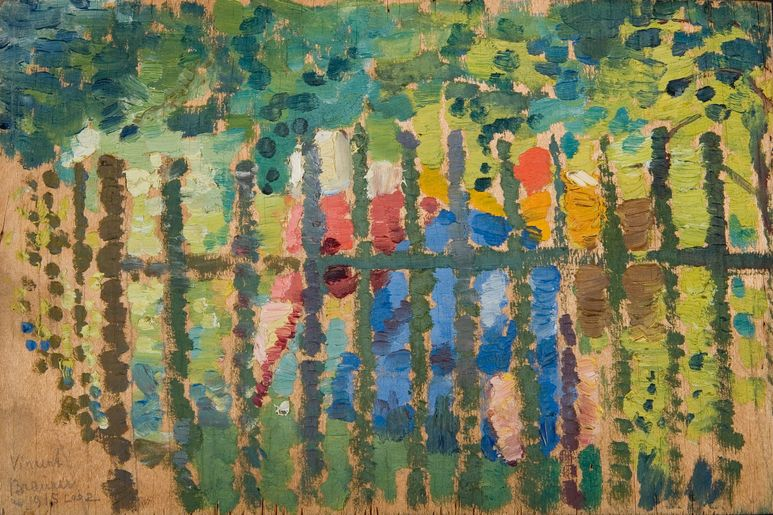
Пейзаж. 1915